# ライブハウス
ライブハウスとは、ロックやジャズ、アイドルなどのライブやその他イベントを行う、比較的小型で立ち見中心のコンサートホール、または可動式テーブル席を置く飲食店のこと。この語は和製英語であり1970年代から使われる。
俗に「ハコ」（箱）とも呼ばれる。特に小規模なライブハウスは「コバコ」と呼ばれる。

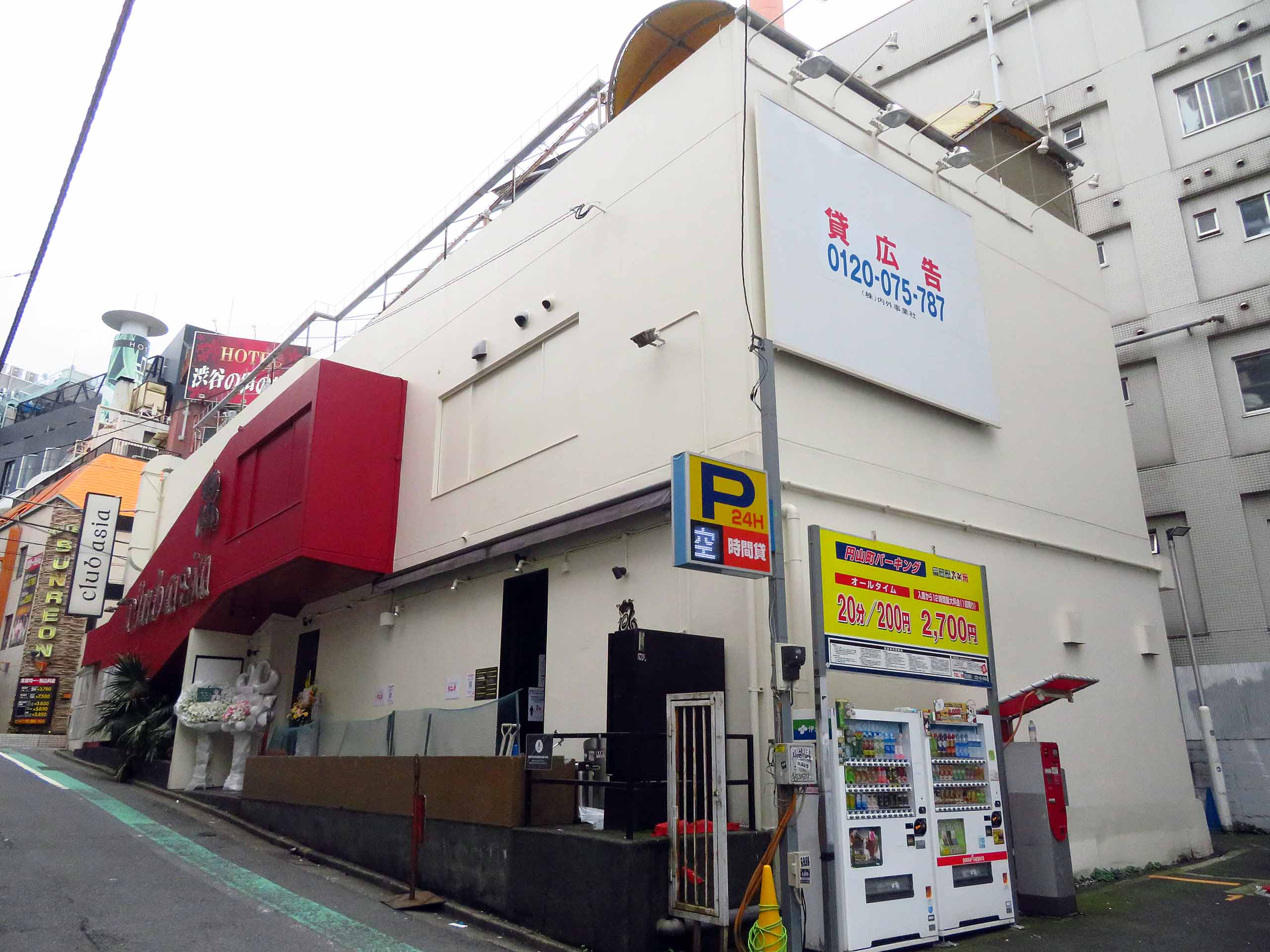
Club Asia外観（2020年）

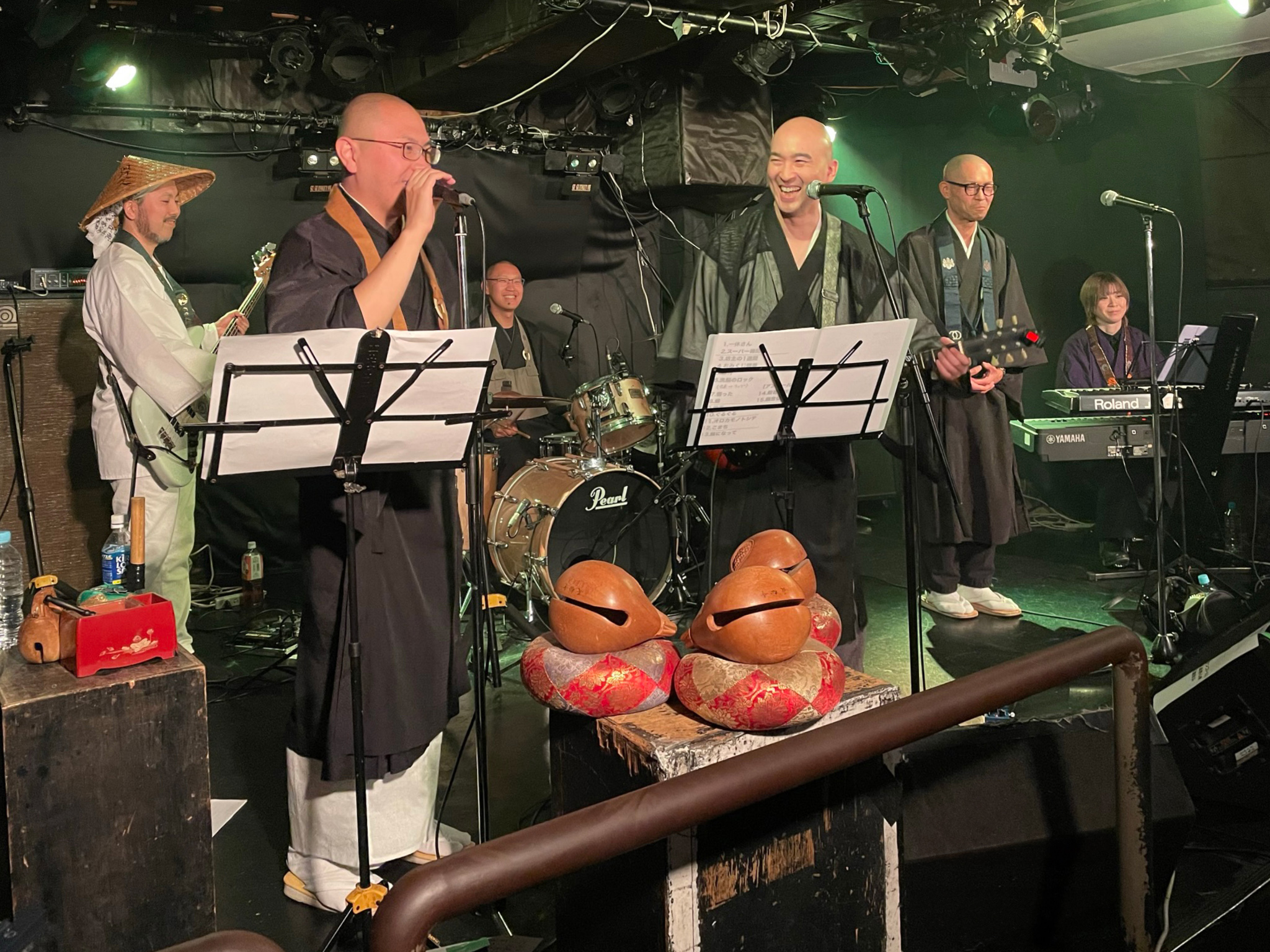
ライブハウスでの演奏（坊主バンド、2023年）

## 概要
明確な定義はなく例外はあるが、おおむね以下のような特徴を持つ。
- 固定式の座席を設置せず、必要に応じて可動式の椅子やテーブルを配置する。
- 入場料とは別にドリンク代が必要（後述）。
- 背景の変更、セリ（迫り）や廻り舞台など、大掛かりな舞台装置は持たず、スモークと色付き照明でステージを演出するが、店によってはスモークも使わないところもある。
- 通常、音響装置や照明装置は店に備え付けのものを使うので、出演者の機材持ち込みや会場設営の労力が最小限で済む。店によってはグランドピアノやドラムセットなどを用意している所もある。
- ロック系など、音の大きい演奏の多い店は、防音上の理由から地下に出店しているものが多い。
- 店によっては（特にレコード会社・芸能事務所に所属しているプロミュージシャンの出演が多い店では）撮影・録画・録音を禁止しており、出演者本人が許可を出す権限が無い場合もある。ただし、多くはその逆で基本は撮影、録画、録音は自由で出演者が個別にそれらを禁止している。スタッフが無許可撮影中のカメラに懐中電灯の光を浴びせてハレーションを起こすことで、撮影した写真を台無しにする対策も併せて行う場合がある。違反者を即座に退場させ、出入禁止にする場合もある。

比較的大型で着座式のコンサートホールでは、ステージが観やすいように、観客席が固定されるフロアが階段状になっているのに対し、ライブハウスの場合、特に1階では段差がないか、あるいは数段しかないフロアとなっている。
近年主流のクラブの形態に倣い、DJ機器の常設店増加と共に、深夜から早朝にかけてのクラブ的イベントを開催するライブハウスも増加傾向にある。逆にライブハウスを拠点としていたバンドがクラブでイベントを開催することも増加した。現在ではライブハウス（バンド）とクラブ（DJなど）との間の線引きは困難になりつつある。
ライブハウスは和製英語であると同時に日本固有の業態であり、英語圏で生演奏を楽しむことが出来る店は、「live music cafe」（生演奏を楽しめる喫茶店）、「live music bar」（生演奏を楽しめるバー）、「jazz bar」（ジャズバー）など飲食の業態や音楽ジャンルによって呼び方が異なる。クラブとしての機能を兼ねたものを大きさにより club, hall, ballroom などと言う。
ライブハウスで行うライブは、俗に「箱ライブ」と呼ばれる。特に路上ライブやインストアライブ、ライブハウスには分類されない大型のホールやアリーナ、ドームで行うライブとの違いを明確にしたい文脈で、この用語が用いられる。
初めて「ライブハウス」と呼ばれたのは、1973年に京都市上京区に開店した「コーヒーハウス拾得（じっとく）」であるとされる。「ライブ」と「コーヒーハウス」の合成で「ライブハウス」と呼ばれるようになった。

## 飲食
ライブハウスの多くは興行場ではなく、飲食店として営業許可を取得しており、飲食をしない客が多いと興行場とみなされて無許可営業になる恐れがあるため、飲食店としての建前のためにワンドリンク制を採用しているところが多い。また、興行場として営業しているライブハウスも、多くのところで慣例としてワンドリンク制を採用している。
場内で提供される飲食物は、店によってペットボトル飲料のみのような所からスパゲッティなどの軽食を調理して提供する所まである。通常は生ビールまたは缶ビール、簡単なカクテル、ソフトドリンクを用意する店が多い。なお、かつて存在していた「日清パワーステーション」は母体が食品メーカーの日清食品でRockin' Restaurantのキャッチフレーズを採用し食事メニューが豊富に用意され、コースメニューを提供するディナー席も用意されていた。

## ライブハウス用語
対バン
複数のバンドやアイドルグループが入れ替わりで出演する形式、またはその相手のバンドのことを言う。通常それぞれのバンドがステージ上で共演することはないが、イベントライブでは複数のバンドでのセッションを行うこともある。
チャージバック制
チケットチャージに対して、集客数や料金相応の配分率を決め店と出演・企画者と売り上げを分ける方法。ライブハウスもリスクを背負うために店なりのカルチャーを持っているところが多い。入場時にどのバンドが目当てで来店したかの確認が行われることもある。
ノルマ制
出演するバンドにチケット売り上げのノルマを設定し、集客に関係なく出演者・企画者に金銭が発生する場合がある。ライブハウス側はあまりリスクを背負わないため、まだ固定客がいない初心者のバンドには出演しやすい条件ともいえる。
ワンドリンク制
入場時に入場料金の他に1杯分のドリンク代を事前徴収するシステム。ドリンク代は純粋に店の売り上げになる。2杯分を徴収する場合もあり、その場合はツーオーダー制と呼ばれる事もある。軽食なども対象になる場合や、事前に料金を徴収せずにワンオーダー以上を義務付け、店を出る際に精算するシステムの店もある。一部のライブハウスでは未成年者の飲酒防止対策としてソフトドリンクとアルコールのチケットを分けている所もある。1D別・1ドリンク別(チケット代と別で1ドリンク必須)や１D込・1ドリンク込(チケット代に1ドリンクの代金が含まれる)などと表記されることもある。
ドネーション制
入場料金は徴収せず、バンドの演奏を見た客がそれに見合った金額を投げ銭として支払うもの。ミュージシャンの下限金額が設定されている場合もあるが、全く気に入らなかった場合は1円も支払わなくていいシステムもある。主に路上で行われるストリートライブなどでバンドがギターケースのふたを開けてライブを行い、そこに客が賽銭の様に小銭を投げ入れる仕組みを採用したもの。チャージバック制・ノルマ制・ワンドリンク制は必ず入場料が発生するのに対し、入場料はかからないため、客にとっては気軽に演奏を聞く事ができる。その一方で、バンドにとっては気に入ってもらえれば予想以上の金額を得ることができるが、その逆も起こりうるのでリスクを背負うとも言えるが、ある一面評価を金で計ることができるので腕試し的な要素もある。
パブタイム
ライブ終了後に行われる飲食営業のこと。ただし、一般の客というより、出演者の打ち上げになることが多い。この時間に色々な企画が生まれることも多く、パブタイムの盛り上がりがライブハウスのバロメーターとも言える。
オープンマイク
店のマイクやステージ、楽器などを、演奏したい一般客に開放する、というイベント。客どうしの交流から新たな企画やバンドが誕生することもある。
モッシュ
観客が体をぶつけ合って押しくらまんじゅう状態になること。
ダイブ
密集した観客の頭上に出演者が飛び乗ること。ステージダイブ。
観客が密集した観客の頭の上を前方（ステージ側）へと移動していく行為はクラウド・サーフィング（泳ぐ）またはコロダイ（転がる）という。演者ではなく客がダイブするため逆ダイとも言うが、近年、逆ダイは折りたたみ（フィストバンギングをしながら腰から前に折る）を指す場合もある。
いずれも危険行為とされ、上記のモッシュと共に主催者側から禁止されることも多い。